# Heterozercon
Genre
Heterozercon est un genre d'acariens mesostigmates de la famille des Heterozerconidae.

## Liste des espèces
- Heterozercon degeneratus Berlese, 1888
- Heterozercon microsuctus Fain, 1989

## Publication originale
- Berlese, 1888 : Acari austro-Americani quos collegit Aloysius Balzan. Manipulus primus. Species novas circiter quinquaginta complectens. Bolletino della Societa Entomologica Italiana, vol. 20, p. 171–222.